# Athroolopha pallida
Athroolopha pallida är en fjärilsart som beskrevs av Wagner 1922. Athroolopha pallida ingår i släktet Athroolopha och familjen mätare. Inga underarter finns listade i Catalogue of Life.